# 해들리 리처드슨
엘리자베스 해들리 리처드슨(Elizabeth Hadley Richardson, 1891년 11월 9일~1979년 1월 22일)은 미국의 작가 어니스트 헤밍웨이의 첫 번째 부인이었다. 둘은 짧은 연애를 거쳐 1921년 9월에 결혼하였고, 몇 달 후 파리로 이주하였다. 파리에서 헤밍웨이는 작가로서 경력을 쌓는 동시에 리처드슨은 헤밍웨이를 통해 다른 여러 작가들과 교류하였다.
1925년 리처드슨은 헤밍웨이가 폴린 파이퍼와 불륜 관계에 있다는 사실을 알게 된다. 파이퍼는 리처드슨의 가장 친한 친구였으며 부부와 함께 여행도 떠난 사이였다. 리처드슨은 1927년 헤밍웨이와 이혼하였으며, 1933년 파리에서 만난 저널리스트 폴 스콧 모러와 재혼하였다.